# Илемницкий, Петер
Петер Илемницкий (словац. Petr Jilemnický; 18 марта 1901, Гейерсберг (ныне Летоград) в Восточной Чехии — 19 мая 1949, Москва) — словацкий писатель, сценарист, педагог, журналист и дипломат, коммунист.
Народный художник Чехословакии (1949, посмертно). Почëтный гражданин Летограда.

## Биография
Окончил сельскохозяйственную школу в Хрудиме, позже педагогическое училище в Левице Южная Словакия).
В 1921 году одним из первых вступил в Коммунистическую партию Чехословакии. Активный участник революционной деятельности на территории страны, что привело к его эмиграции в СССР. В 1927—1929 жил в Советском Союзе.
В 1927—1928 годах учился в Московском институте журналистики.
После окончания института вернулся на родину и работал учителем в Чехии и Словакии, затем редактировал газету «Правда» в Остраве.
В 1934 — участник первого Всесоюзного съезда советских писателей. Печатался в газетах «Proletárka», «Hlas ľudu», «Pravda chudoby», братиславском еженедельном литературно-общественном журнале «ДАВ», который издавался объединением словацких революционных писателей, преимущественно коммунистов (роман «Победоносное вторжение»).
Совершил поездку на Кавказ, работал среди чешских и словацких колонистов, в результате написал роман «Звонкий шаг» (1930).
Во время Второй мировой войны — участник партизанского движения на территории Словакии. За участие в антифашистской борьбе в 1942—1945 гг. был заключён в концлагерь.
В 1945—1946 — член Временного национального собрания Чехословакии от Коммунистической партии Словакии. В 1945 — член Съезда представителей.
В 1947 был назначен постоянным делегатом Словацкого комитета в Белграде. С 1948 — атташе по культуре чехословацкого посольства в Москве.
Умер в Москве. Похоронен в Словакии.

## Творчество
Крупнейший словацкий пролетарский прозаик, сыгравший заметную роль в становлении литературы социалистического реализма в Чехословакии.
Создал ряд значительных и по своей тематике и по художественному оформлению романов. Автор цикла социальных романов, в том числе «Поле невспаханное» (1932), «Компас в нас» (1937); роман о Словацком национальном восстании 1944 «Хроника» (1947). «Кусок сахара» (1934), «Звонкий шаг» (1930). В первых двух романах яркими красками описана тяжёлая жизнь батраков, фабричного пролетариата и безработной трудовой интеллигенции. Роман «Звонкий шаг» является романом из жизни чешских и словацких колонистов на Кавказе. Результаты его наблюдений над процессами классовой борьбы в деревне в эпоху реконструкции и легли в основу «Звонкого шага».
Большинство произведений написал находясь в эмиграции в СССР.

## Избранные произведения
- 1921 — Devadesátdevět koní bílých,
- 1925 — Štrajk, пролетарская драма
- 1929 — Víťazný pád, роман
- 1929 — Dva roky v kraji Sovietov
- 1930 — Zuniaci krok
- 1932 — Pole neorané
- 1934 — Kus cukru
- 1937 — Kompas v nás
- 1938 — Návrat
- 1947 — Kronika
- 1947 — Cesta
- 1951 — Prečo som sa stal komunistom
- 1955 — Tri rozprávky
- Песчинки (на русском)
- Огонь маяка (на русском)

## Сценарии
- 1974 — Грех Катарины Падыховой
- 1975 — Безобразная деревня